# R4: Ridge Racer Type 4
R4: Ridge Racer Type 4 (リッジレーサータイプ4) é um jogo eletrônico de corrida desenvolvido e publicado pela Namco. É um título da série Ridge Racer e foi lançado exclusivamente para PlayStation em dezembro de 1998 no Japão, abril de 1999 na Europa e maio do mesmo ano na América do Norte.